# Wielangta Tramway
| Allport-Lokomotive auf der Wielangta Mill Tramway, um 1911                                                |                 |                                           |                                           |
| |                 |                                           |                                           |
| Wielangta Tramway                                                                                         |                 |                                           |                                           |
| Wielangta Tramway Trail                                                                                   |                 |                                           |                                           |
| Streckenlänge:                                                                                            | Mehr als 6,5 km |                                           |                                           |
| |                 |                                           |                                           |
| \| \| \| Wald \| \| \| \| Sägewerke in Wielangta \| \| \| \| Schiffsanleger am Rheban Beach bei Orford \| |                 |                                           |                                           |
| Kopfbahnhof Streckenanfang (Strecke außer Betrieb)                                                        |                 | Wald                                      | Wald                                      |
| Bahnhof (Strecke außer Betrieb)                                                                           |                 | Sägewerke in Wielangta                    | Sägewerke in Wielangta                    |
| Kopfbahnhof Streckenende (Strecke außer Betrieb)                                                          |                 | Schiffsanleger am Rheban Beach bei Orford | Schiffsanleger am Rheban Beach bei Orford |

Die Wielangta Tramway war eine mehr als 6,5 km lange Waldbahn 75 km östlich von Hobart in Tasmanien, die 1911 bis 1924 betrieben wurde.

## Lage
Die Waldbahn verlief auf stählerne und hölzernen Schienen entlang des Sandspit River im Wielangta Forest vom Wald zu Sägewerken in der Sägewerkssiedlung Wielangta und von dort zur Ostküste gegenüber von Maria Island, wo das Schnittholz am Strand von Rheban südlich von Orford über einen Steg auf Schiffe verladen und verschifft wurde.

## Name
Wielangta ist ein lokaler Name der Aborigines für hohe Bäume.

## Geschichte

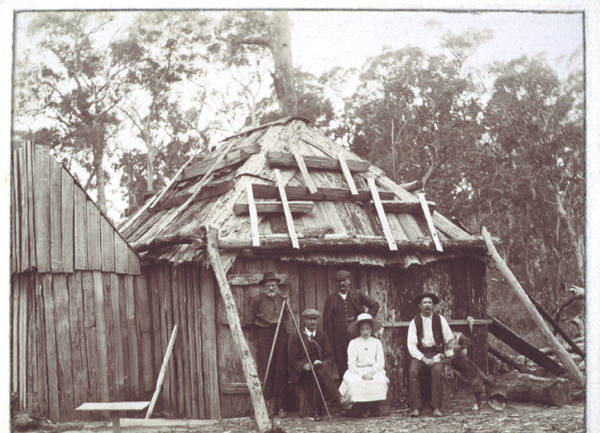
Siedler vor einer Hütte im Wielangta Forest, um 1910

In seiner Blütezeit hatte Wielangta neben mehreren Sägwerken einen Gemischtwarenladen, eine Bäckerei, eine Schmiede und eine Schule. Die Sägewerksiedlung wurde von etwa hundert Pionieren bewohnt. Sie arbeiteten dort von 1911 bis 1924, bevor das Sägewerk wegen des Mangels an Holz in der Gegend geschlossen wurde und die Arbeiter weiterzogen. Die Siedlung wurde in den 1920er Jahren von Buschfeuern verwüstet und 1928 aufgegeben.

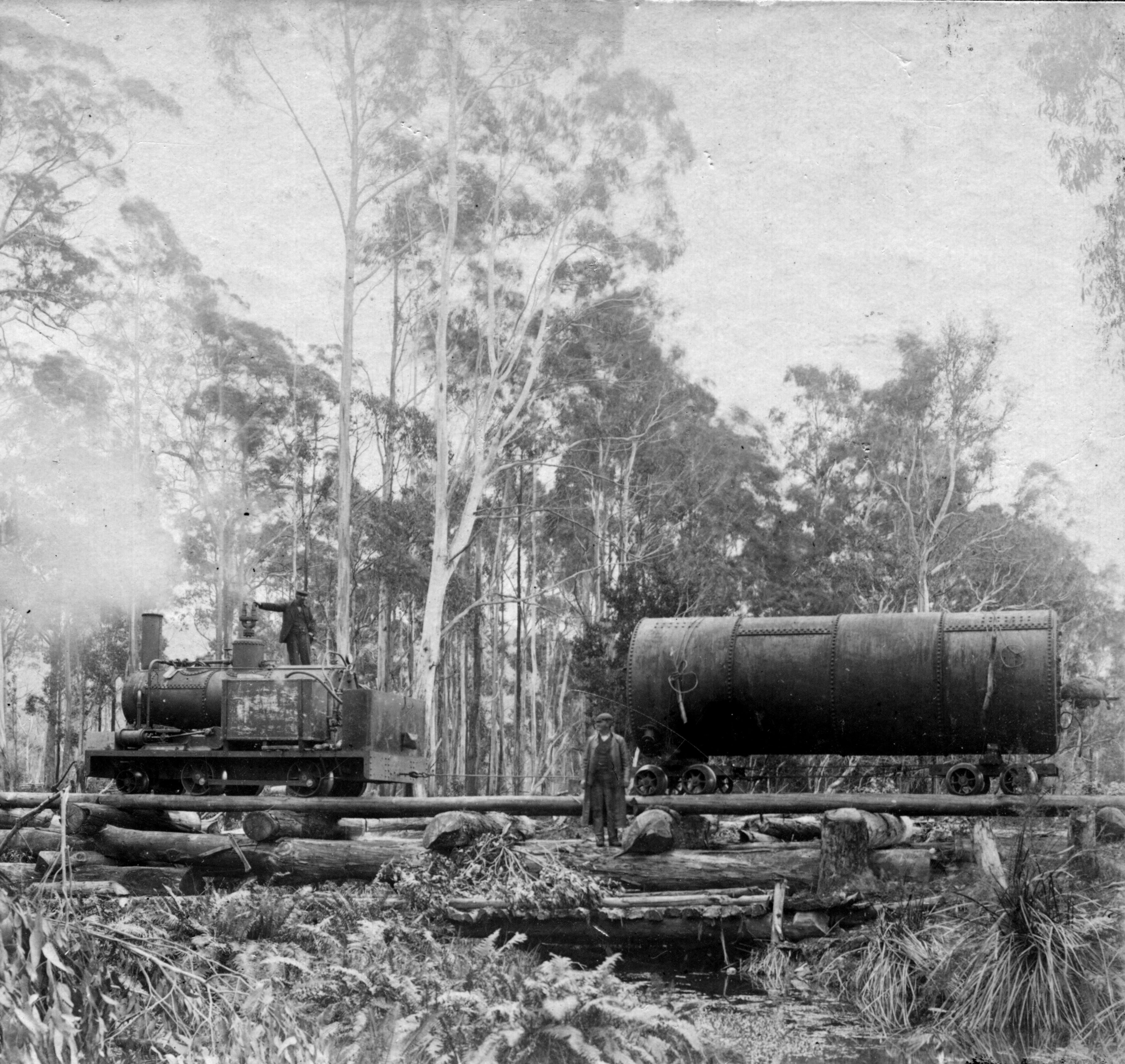
Dampfkesseltransport
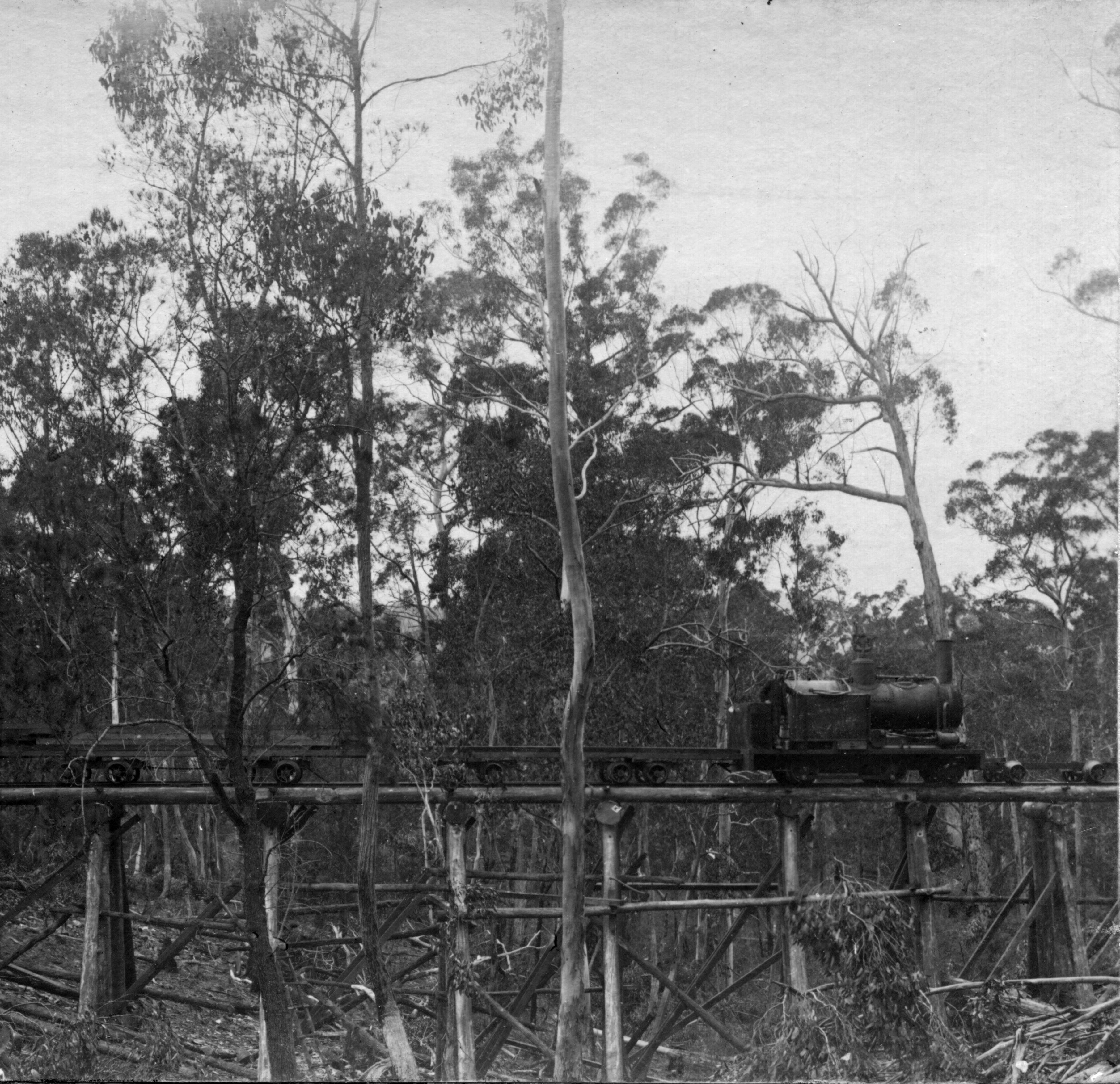
Brücke
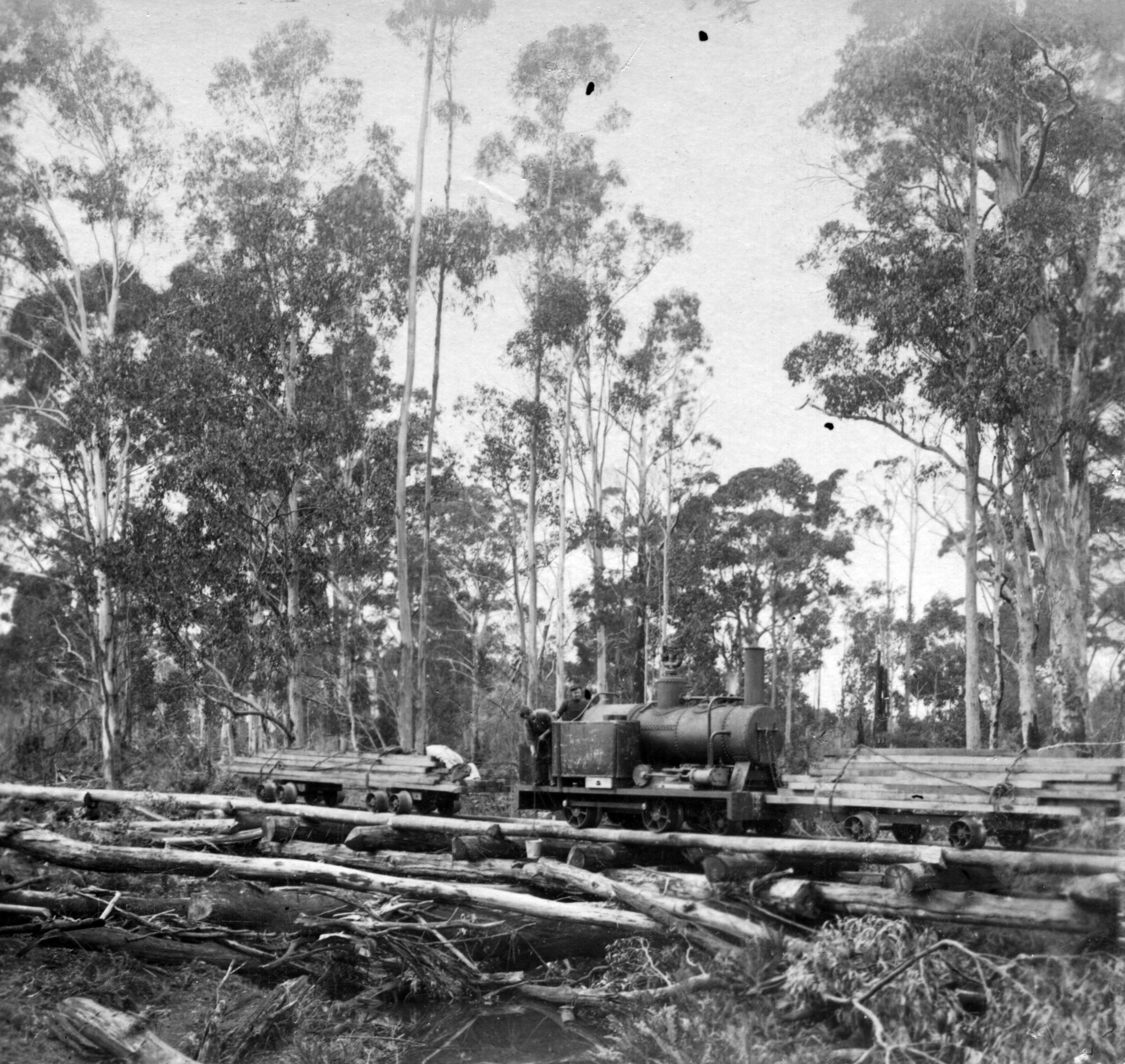
Langholztransport
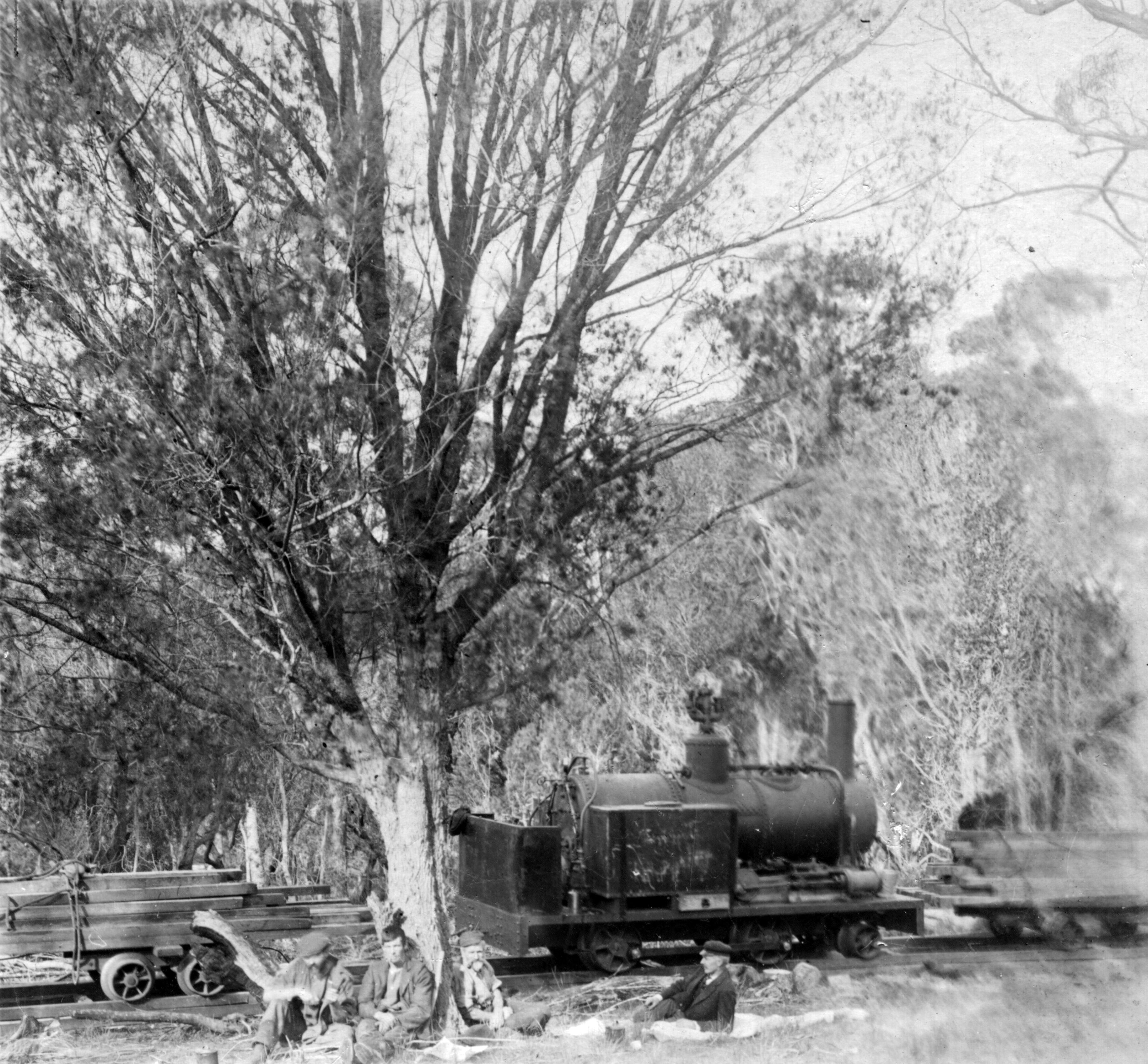
Ruhepause

## Abholzungskontroverse

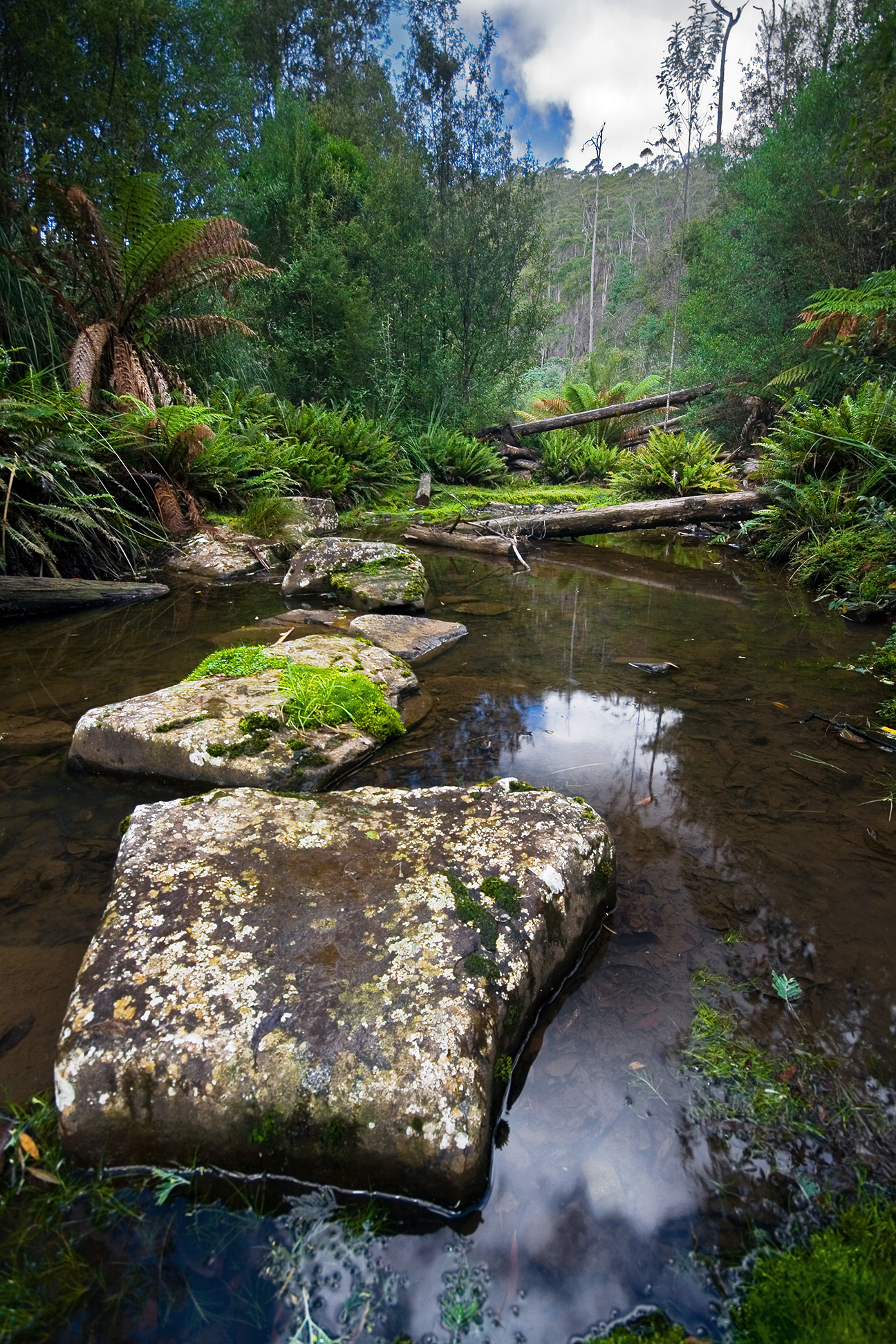
Sandspit River im Wielangta Forest

Die Abholzung des seit der Stilllegung der Waldbahn nachgewachsenen Waldes ist unter der Kontrolle der tasmanischen Forstbehörde Forestry Tasmania erlaubt. Der Holzeinschlag des Waldes ist aber aufgrund der Auswirkungen auf seltene und bedrohte Arten umstritten. Umweltschützer forderten, dass das Waldgebiet Wielangta in ein größeres Reservat eingegliedert wird, das die Umwelt- und Biodiversitätswerte umfassend schützt. Einige Teile von Wielangta wurden im Rahmen des vor kurzem ergänzenden regionalen, tasmanischen Waldabkommens formell geschützt.
Im Jahr 2006 verklagte der australische Senator der Grünen, Bob Brown die tasmanische Forstbehörde vor dem Bundesgericht an, weil sie die gefährdeten Arten in Wielangta nicht ausreichend geschützt habe, insbesondere den Tasmanischen Keilschwanzadler (Tasmanian wedge-tailed eagle, aquila audax fleayi), einen Schröter (broad-toothed stag beetle, lissotes latidens) und den Schwalbensittich (swift parrot, lathamus discolor). Sein Fall war anfangs erfolgreich, als er feststellte, dass forstwirtschaftliche Aktivitäten diese Arten beeinflussten, aber das Berufungsverfahren der tasmanischen Forstbehörde bezüglich der Auslegung eines Teils des staatlichen, regionalen Waldabkommens war erfolgreich.
Im Februar 2007 reagierten die tasmanische Staatsregierung und die australische Bundesregierung, indem sie den Text des staatlichen, regionalen Waldabkommens änderten und dadurch weitere Rechtsmittel gegenstandslos machten. In den neuen Klauseln wird klargestellt, dass das Wort „Schutz“ sich nur darauf bezieht, ob die beiden Regierungen eine Art als geschützt erachten, und nicht auf der tatsächlichen Bedeutung des Wortes.
Im Juni 2009 erhielt Brown eine Rechnung von Forestry Tasmania für die Kosten des Falls und der Einsprüche. Nach einem öffentlichen Hilferuf erklärte er, dass er die Zahlung fristgerecht leisten könne und nicht riskieren wolle, seinen Sitz im australischen Senat zu verlieren.

## Wanderweg
Auf der ehemaligen Trasse verläuft heute ein 6,5 km langer Wanderweg, der in einer Richtung innerhalb von 1,5 Stunden durchwandert werden kann. Der Wanderweg hat wenig Steigungen. In einem Bericht vom August 2012 wurde darauf hingewiesen, dass es umgefallene Bäume auf dem Wanderweg gab und dass er mit Farnen und scharfkantigen Gräsern bewachsen war.